# Lista över Nordkoreas folkhälsoministrar

## Folkhälsoministrar
| Namn | Namn           | Ämbetsperiod | Politisk tillhörighet |
| ---- | -------------- | ------------ | --------------------- |
|      | Kim Su-hak     | 1998 – 2006  | Koreas arbetarparti   |
|      | Choe Chang-sik | 2006 –       | Koreas arbetarparti   |